# Hyèvre-Paroisse
Hyèvre-Paroisse è un comune francese di 200 abitanti situato nel dipartimento del Doubs nella regione della Borgogna-Franca Contea.

## Società

### Evoluzione demografica
Abitanti censiti